# Palloptera superba
Palloptera superba is een vliegensoort uit de familie van de Pallopteridae. De wetenschappelijke naam van de soort is voor het eerst geldig gepubliceerd in 1861 door Loew.